# Zentrum gegen Vertreibungen
Das Zentrum gegen Vertreibungen (ZgV) ist eine Stiftung mit Sitz in Wiesbaden. Es wurde 2000 aus dem Bund der Vertriebenen (BdV) heraus zur Dokumentation der Vertreibungen im 20. Jahrhundert unter Gründungsvorsitz der damaligen BdV-Präsidentin Erika Steinbach gegründet. 2018 übergab sie das Amt an Christean Wagner.
Das Zentrum gegen Vertreibungen ist nicht zu verwechseln mit der staatlichen Stiftung Flucht, Vertreibung, Versöhnung und ihrem Dokumentationszentrum Flucht, Vertreibung, Versöhnung.

## Zielsetzung
Das Zentrum gegen Vertreibungen soll
- das Schicksal der, nach Angaben des Zentrums, „mehr als 15 Millionen deutschen Deportations- und Vertreibungsopfer aus ganz Mittel-, Ost- und Südosteuropa“ ebenso wie das Schicksal der deutschen Spätaussiedler erfahrbar machen
- Vertreibung und Genozid an anderen Völkern, insbesondere in Europa, dokumentieren
- mündliche und schriftliche Zeitzeugenberichte aus allen Vertreibungs- und Aussiedlungsgebieten zusammenführen
- Kultur, Schicksal und Geschichte der europäischen, auch der deutschen Vertriebenen und ihrer jeweiligen Heimat im Zusammenhang erfahrbar machen
- an die Integration der Vertriebenen sowie ihre gesellschaftliche Rezeption in der Bundesrepublik Deutschland und in der Deutschen Demokratischen Republik erinnern
- in Wechselausstellungen aktuelle Vertreibungsgeschehen aufarbeiten
- eine Requiem-Rotunde soll zum Gedenken an die Opfer zur Besinnung und Andacht einladen
- die regelmäßige Verleihung des Franz-Werfel-Menschenrechtspreises gehört nach eigener Aussage ebenfalls zu den Aufgaben der Stiftung.[2]

Geplant sind nach bisheriger Konzeption Ausstellungen zu:
- dem Schicksal der Armenier 1915/16,
- den Vertreibungen von Griechen und Türken gemäß dem Lausanner Vertrag von 1923,
- der Vertreibung der europäischen Juden ab 1933 als Teil des Holocaust,
- den Vertreibungen, Zwangsumsiedlungen und Deportationen der Polen, Balten und der Ukrainer zwischen 1939 und 1949,
- der Vertreibung, Zwangsumsiedlung und Deportation der Deutschen zwischen 1941 und 1949,
- der Vertreibung der Westkarelier 1939/40 und 1944 bis 1947
- der Vertreibung der Italiener aus Jugoslawien 1945/46,
- den Vertreibungen als Folge des Zypernkonflikts nach 1974 und
- den Vertreibungen im ehemaligen Jugoslawien am Beispiel von Bosnien und Herzegowina in den 1990er Jahren.

Peter Glotz (SPD), der zusammen mit Erika Steinbach bis zu seinem Tod 2005 den Vorstand der Stiftung bildete, erklärte im Jahre 2001: „Es [das Zentrum gegen Vertreibungen] soll nicht vor allem unsere Erinnerungen pflegen, es soll dazu beitragen, Vertreibungen weltweit zu ächten, die Völkergemeinschaft zu sensibilisieren und die Auseinandersetzung mit Ethnonationalismus und der Idee des ethnisch homogenen Nationalstaats systematisch zu führen. Insofern wird dieses Zentrum ein Beitrag zur Bekämpfung des Rechtsradikalismus und Rechtspopulismus sein.“

## Ausstellungen

### Wanderausstellung „Erzwungene Wege“
Die Wanderausstellung „Erzwungene Wege – Flucht und Vertreibung im Europa des 20. Jahrhunderts“ wurde erstmals vom 11. August bis zum 29. Oktober 2006 im Kronprinzenpalais in Berlin der Öffentlichkeit gezeigt. Danach war die Ausstellung in einer modifizierten und erweiterten Form seit Juni 2007 in der Paulskirche in Frankfurt am Main, in Nürnberg, Erfurt, Recklinghausen und Hannover zu besichtigen. Neu aufgenommen wurde die Vertreibung von Ungarn aus der damaligen Tschechoslowakei sowie die Vertreibung der Deutschen aus Ungarn und die Vertreibung der Deutschen aus dem ehemaligen Jugoslawien. Darüber hinaus wurde die Ausstellung in der überarbeiteten Version um einen lokalen Teil erweitert, in dem die Aufnahme von Vertriebenen nach 1945 in einzelne deutsche Städte gezeigt wird.
Die Ausstellung war im Vorfeld politisch stark umstritten. Polnische Museen und Opferverbände, die sich an der Ausstellung beteiligt hatten, zogen ihre Exponate wieder zurück. Die Befürchtungen der Skeptiker blieben jedoch unbegründet. Die Ausstellung ordnete das Schicksal der deutschen Vertriebenen in die Weltgeschichte ein. Deutsche als größte Vertriebenengruppe beanspruchten nicht mehr Platz als Armenier oder Polen.
Der Historiker Ingo Haar kritisiert, dass die Ausstellung die Zahl der bei Flucht und Vertreibung umgekommenen Deutschen mit über einer Million deutlich zu hoch ansetze. Die Zahl ergebe sich methodisch daraus, dass ungeklärte Fälle aus Krieg, Flucht und Vertreibung kurzerhand den Todesfällen zugerechnet würden. Dies sei handwerklich unsauber. Konkret nachweisbar seien vielmehr 500.000 bis 600.000 deutsche Vertreibungsopfer.

### Wanderausstellung „Die Gerufenen“
Die Folgeausstellung der „Erzwungenen Wege“ war „Die Gerufenen. Deutsches Leben in Mittel- und Osteuropa“. Im Mittelpunkt von „Die Gerufenen“ steht die Migrationsgeschichte der Deutschen zwischen dem Mittelalter und der Neuzeit. Die Ausstellung wurde erstmals im Berliner Kronprinzenpalais vom 16. Juli bis zum 30. August 2009 gezeigt.

### Wanderausstellung „Angekommen“
2011 stellte das Zentrum gegen Vertreibungen die Ausstellung „Angekommen. Die Integration der Vertriebenen in Deutschland“ im Deutschen Bundestag vor. Die Ausstellung widmete sich dem Prozess der Eingliederung der Vertriebenen in Deutschland nach 1945. Die feierliche Eröffnung im Paul-Löbe-Haus hatte Bundestagspräsident Norbert Lammert übernommen.

### Ausstellung „HeimatWEH. Eine Trilogie“
Ab März 2012 wurden alle drei Ausstellungen als Einheit unter dem Titel „HeimatWEH. Eine Trilogie“ im Berliner Kronprinzenpalais vorgestellt. Mit dieser Ausstellung führte die Stiftung Zentrum gegen Vertreibungen die drei Ausstellungen zu einer Trilogie zusammen, die sie seit 2006 innerhalb von fünf Jahren erarbeitet und einzeln vorgestellt hatte.
In einem großen Bogen umriss die Trilogie die weitgehend unbekannte Heimat der deutschen Volksgruppen außerhalb des Reiches mit ihrer Siedlungsgeschichte, Flucht und Vertreibung im Europa des 20. Jahrhunderts sowie die Integration der deutschen Vertriebenen und Aussiedler seit 1945.
Anlässlich der feierlichen Ausstellungseröffnung im Kronprinzenpalais würdigte Bundeskanzlerin Angela Merkel die Leistungen der Vertriebenen und Aussiedler und unterstrich deren Rolle als Brückenbauer in Europa.

## Prominente Unterstützer
Zu den Unterstützern gehören bzw. gehörten:
- Arnulf Baring (†), Zeithistoriker und Politikwissenschaftler
- Peter Becher, Historiker, Seliger-Gemeinde München
- Rolf-Ernst Breuer (†), ehemaliger Bankmanager
- Axel Freiherr von Campenhausen (†), Öffentlichrechtler, ehemaliger Vorsitzender des Bundesverbandes Deutscher Stiftungen e. V.
- Burkard Dregger, Rechtsanwalt, Präsident Alliance of Business Lawyers
- Joachim Gauck (Bundespräsident), Theologe und Bürgerrechtler
- Eberhard Gienger MdB (CDU), Reckturnweltmeister
- Otto von Habsburg (†), Publizist
- Walter Homolka, Rabbiner, Mitglied Executive Board World Union for Progressive Judaism
- Bernhard Jagoda (†), ehemaliger Präsident der Bundesanstalt für Arbeit
- Hellmuth Karasek (†), Journalist, Buchautor
- Imre Kertész (†), Schriftsteller, Literaturnobelpreisträger
- Eckart Klein, Völkerrechtler, Direktor des Menschenrechtszentrums Potsdam
- Freya Klier, Schriftstellerin, Dokumentarfilmerin
- György Konrád (†), Schriftsteller, ehemaliger Präsident der Akademie der Künste Berlin
- Rudolf Kučera (†), Politikwissenschaftler, Karlsuniversität Prag, Tschechien
- Otto Graf Lambsdorff (†), Ehrenvorsitzender der Freien Demokratischen Partei
- Udo Lattek (†), Fußballtrainer
- Franz Maget MdL, ehemaliger Vorsitzender der bayerischen SPD-Landtagsfraktion
- Hans Maier, Historiker, Staatsminister für Erziehung und Kultus a. D.
- Siegfried Matthus (†), Komponist
- Horst Möller, Historiker, ehemaliger Direktor des Instituts für Zeitgeschichte München
- Christoph Pan, Sozialwissenschaftler und Direktor des Südtiroler Volksgruppen-Instituts, Italien
- Manfred Freiherr von Richthofen (†), Unternehmer, Sportfunktionär
- Heinz Ruhnau (†), Staatssekretär a. D.
- Rüdiger Safranski, Philosoph, Schriftsteller
- Harald Schmidt, Kabarettist, Schauspieler
- Peter Scholl-Latour (†), Journalist
- Christoph Stölzl (†), Historiker, Vizepräsident des Berliner Abgeordnetenhauses
- Peter-Christoph Storm, Umweltrechtler
- Christian Thielemann, Chefdirigent der Staatskapelle Dresden
- Christian Tomuschat, Völkerrechtler, Humboldt-Universität zu Berlin
- Gabriele Wohmann (†), Schriftstellerin
- Michael Wolffsohn, Historiker, Bundeswehruniversität München
- Alfred M. de Zayas, Völkerrechtler, Generalsekretär des PEN-Clubs Genf, Schweiz
- Tilman Zülch (†), Vorsitzender der Gesellschaft für bedrohte Völker, Göttingen

Auf einer weiteren Seite des ZgV werden einige dieser Unterstützer mit kurzen Stellungnahmen zu ihrer Motivation dargestellt.
Bis November 2007 gehörte auch Ralph Giordano zu den Unterstützern. Er änderte seine Meinung mit der Begründung, dass das „deutschverursachte Morduniversum des Zweiten Weltkriegs und seine[r] Besatzungspolitik“ noch immer „notorisch zu kurz“ komme. Es gehe nicht an, „die Geschichte der Vertreibungen bilderreich auszubreiten, das Blutbad der Vorgeschichte aber in marginalen Nebensätzen zu verstecken“.
Bis September 2010 gehörte auch Julius H. Schoeps, Historiker und Direktor des Moses-Mendelssohn-Zentrum zu den Unterstützern. Er beendete seine Unterstützung aufgrund abfälliger Äußerungen Erika Steinbachs über den polnischen Politiker Władysław Bartoszewski.

## Debatte
Sowohl in Deutschland als auch im Ausland, speziell in Polen und Tschechien, stießen das Vorhaben und der Standort Berlin auf Kritik beziehungsweise Ablehnung. Kritiker werfen dem Bund der Vertriebenen vor, eine solche Institution in Berlin würde dahingehend missverstanden werden, dass sie revisionistisch intendiert sei und zum eigentlichen Ziel die neuerliche Vertreibung der heutzutage in den früheren deutschen Gebieten lebenden Polen und Tschechen habe.
Das Projekt wurde auch dahingehend kritisiert, dass sich mit ihm der Bund der Vertriebenen ungefragt und unbevollmächtigt das Gedenkinteresse anderer vertriebener Völker bzw. Volksgruppen aneigne. Zweck dieser Aneignung sei, die Hauptursache für die Vertreibung der Deutschen aus Ost- und Mitteleuropa, den Unterjochungs- und Vernichtungskrieg des nationalsozialistischen Deutschen Reiches, aus den Inhalten einer deutschen Vertriebenengedenkstätte weitgehend auszuklammern.
Demgegenüber argumentierten Befürworter, dass das Zentrum gegen Vertreibungen Vertriebene aus allen europäischen Völkern einbeziehe, um eine einseitige Fokussierung auf die deutschen Vertriebenen zu verhindern. Vertreter anderer vertriebener Volksgruppen würden in die Gestaltung des Zentrums einbezogen. Eine angemessene Aufarbeitung der Thematik sei bisher unterblieben. Vielen Vertreibungen habe ein „völkisches Denken“ zugrunde gelegen, weil nicht persönliche Schuld, sondern allein die ethnische Zugehörigkeit den Ausschlag gegeben habe. Die Vertreibungen des zwanzigsten Jahrhunderts seien nur zum Teil aus Rache bzw. Vergeltung erfolgt. Auch persönliches Macht- bzw. Besitzstreben, (pseudo)historische Ideologien und das Ziel, ethnische Minderheiten zu beseitigen, hätten eine Rolle gespielt.
In die Gründungsdebatte eingebrachte Alternativstandorte aus dem In- und Ausland (über die Parteigrenzen hinweg kontrovers diskutiert) waren Breslau, Sarajewo, Schweden oder Priština. Der ehemalige DDR-Politiker und SPD-Bundestagsabgeordnete Markus Meckel forderte als Gegenprojekt ein Europäisches Zentrum gegen Vertreibungen und wollte die konkrete Gestaltung des Zentrums einer internationalen Kommission übertragen.